# Big Piney, Wyoming
För andra betydelser, se Big Piney.
Big Piney är en småstad (town) i Sublette County i västra Wyoming i USA. Staden hade 552 invånare vid 2010 års folkräkning.

## Geografi
Big Piney ligger vid Big Piney Creek strax söder om den större grannstaden Marbleton vid U.S. Route 189, några kilometer nordväst om Green River. Efter att en väderstation byggts på 1930-talet blev orten känd som "Ice Box of the Nation", på grund av de ofta mycket kalla, torra och långa vintrarna. Orten ligger på 2 080 meters höjd över havet och är vintertid en av de absolut kallaste orterna i de 48 sammanhängande delstaterna.

## Historia
I närheten av orten ligger den minnesmärkta Wardell Buffalo Trap, en kanjon som användes av ursprungsamerikanerna i området för att fånga in buffelhjordar.
Big Piney är den äldsta orten i Sublette County, grundad 1879 av ranchägarna Daniel B. Budd och Hugh McKay, som kom till dalen med en boskapshjord som skulle transporteras vidare. Istället tvingades de övervintra på grund av det stränga vintervädret i Green River-dalen och påföljande år flyttade Dan Budd med sin familj till vad som nu är Big Piney. Orten har sitt namn efter det mindre vattendraget Big Piney Creek som omges av tallskog.

## Näringsliv
Boskapsuppfödning och oljeutvinning är traditionellt de viktigaste näringarna i området.

## I film
Skådespelerskan Glenn Close var medproducent till Do You Mean There Are Still Real Cowboys?, en dokumentär om den försvinnande cowboyen i den amerikanska västern. Robert Redford var filmens berättare. Filmen dokumenterade flera generationer av boskapsuppfödare i Big Piney och visades som en del av dokumentärserien The American Experience på PBS.
Dokumentärfilmen Comrades in Dreams (2006), om biografers betydelse för lokalsamhället i fyra olika kulturer, hade Big Pineys biograf som en av inspelningsplatserna. Filmen regisserades av den tyske dokumentärregissören Uli Gaulke. Den spelades även in i Nordkorea, Burkina Faso och Indien.

## Kommunikationer
Big Piney ligger vid den federala landsvägen U.S. Route 189. Fem kilometer norr om staden, utanför grannstaden Marbleton, ligger flygplatsen Miley Memorial Field (IATA-kod: BPI), som huvudsakligen används av allmän- och taxiflyg.